# 場流分離
场流分离（Field flow fractionation—FFF）为適用於大分子、膠體和微粒的分离技术，使欲分離成份之流液流經上下平板构成扁平带状通道，並將一場垂直施加於通道。场將导致不同成分处在距下壁不同的位置上，移动速度因而不同，以達到分离的目的。
場流分離，可將「流」通過不對稱場如電場，重力場，熱場或半透膜。此技術於1966年首先由J. Calvin Giddings提出。

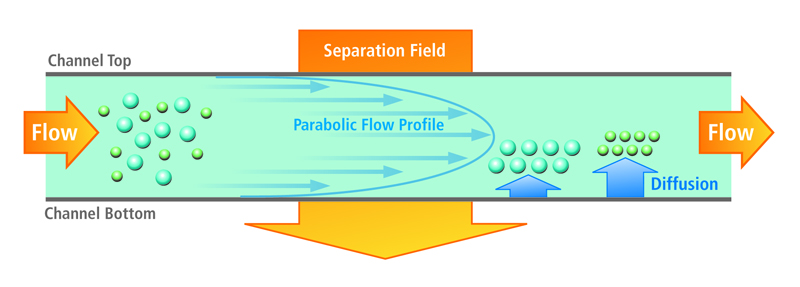
Flow field-flow fractionation (AF4) channel cross section, where the rate of laminar flow within the channel is not uniform. It travels in a parabolic pattern with the speed of the flow, increasing towards the centre of the channel and decreasing towards the sides.

一物質的流速與流體平均流速的比值為其滯留係數。

## 場流分離方法

### 流场流分离

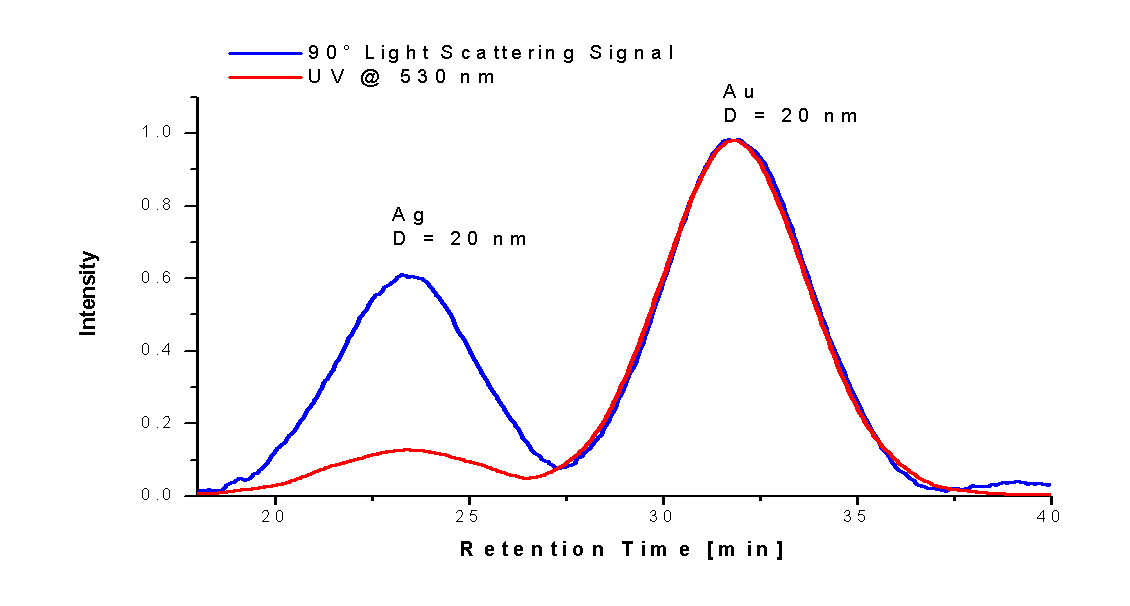
Centrifugal FFF separates by mass (i.e. a combination of particle density and particle size). For example, gold and silver nanoparticles of identical size can be separated into two peaks, according to differences in density of gold and silver.

(Flow FFF)

### 电场流分离
(electrical FFF)
仰赖垂直於分离（流動）方向上的电场，以間接分離流液。流液因帶電成份荷質比不同，所受的电场作用力即不相同。当微粒所受的电力与扩散力达到平衡时，不同的微粒距離积聚壁有所不同，從而流速不同。粒子的漂移速度取决于其电泳淌度μ。

### 熱场流分离
(Thermal FFF)
如其名，此分離方法透過溫度梯度來驅動物質。通道上壁被加熱，與下壁的溫差可達到凱式溫標四萬度之多。

### 分流薄層分離
(SPLITT Fractionation)
分流薄層分離為場流分離中特別的一個分支。此方法藉由將樣品由其中一入口注入分流薄層分離槽，而另一入口以較大流速注入載體溶液，當二流液相遇時，樣品進樣水流被壓縮成薄層流體(thin laminate)。在橫跨分離槽流體的垂直方向上外加一適當的場或梯度，使樣品不同成分，垂直於通道(側向位置)做不同程度的移動，並於不同出口收集。此技術精確度較低，物質大小需大於1 µm。
1. ↑  Giddings, JC, FJ Yang, and MN Myers. "Flow Field-Flow Fractionation: a versatile new separation method.” Science 193.4259 (1976): 1244–1245.
2. ↑  蔡惠燕 ， 傅傳博 "分流薄層分離技術簡介 CHEMISTRY(THE CHINESE CHEM. SOC., TAIPEI） Vol. 62(2004): 503–516.